# エリーザベト・ルドヴィカ・フォン・バイエルン
エリーザベト・ルドヴィカ・フォン・バイエルン（ドイツ語: Elisabeth Ludovika von Bayern, 1801年11月13日 - 1873年12月14日）は、プロイセン王フリードリヒ・ヴィルヘルム4世の妃。

## 生涯
バイエルン王マクシミリアン1世とその2度目の妃カロリーネ・フォン・バーデンの間に生まれる。双子の姉妹にザクセン王妃アマーリエ・アウグステがいる。
1823年に再従兄（祖母同士が姉妹）のプロイセン王太子フリードリヒ・ヴィルヘルムと結婚したが、その際にカトリックからプロテスタントに改宗している。
2人の間に子は生まれず、フリードリヒ・ヴィルヘルム4世の崩御後、その弟ヴィルヘルム1世がプロイセン王位を継承した。王太后エリーザベト・ルドヴィカは、ドイツ統一後の1873年12月14日に崩御した。

## ギャラリー
- アマーリエと（1820年代画）
- 制作時期不明（シュティーラー画）
- 60歳頃（1861年撮影）